# The Lion King (musical)
The Lion King és un musical basat en la pel·lícula animada de Disney homònima del 1994, amb música d'Elton John i lletres de Tim Rice, juntament amb la partitura creada per Hans Zimmer i arranjaments vorals de Lebo M. Dirigida per Julie Taymor, el musical presenta actors vestits d'animals, així com titelles gegants. El show està produït per Disney Theatrical.
El musical s'estrenà el 8 de juliol de 1997 a l'Orpheum Theatre de Minneapolis, Minnesota, i ja va ser un èxit abans no s'estrenés al New Amsterdam Theater de Broadway el 13 de novembre de 1997 (el 13 de juny del 2006 es traslladà al teatre Minskoff perquè s'estrenés la versió musical de Mary Poppins, on encara es representa després de 5.350 funcions). Actualment és el cinquè expectacel de més llarga durada a la història de Broadway; i és l'espectacle que més diners ha ingressat, amb $853,8 milions.
S'estrenà al Lyceum Theatre del West End el 19 d'octubre de 1999, on segueix representant-se. El repartiment de la producció va ser convidat a actuar a la Royal Variety Performance del 2008 al London Palladium l'11 de desembre, amb la presència de diversos membres principals de la Família Reial britànica.

## Produccions estatunidenques i internacionals

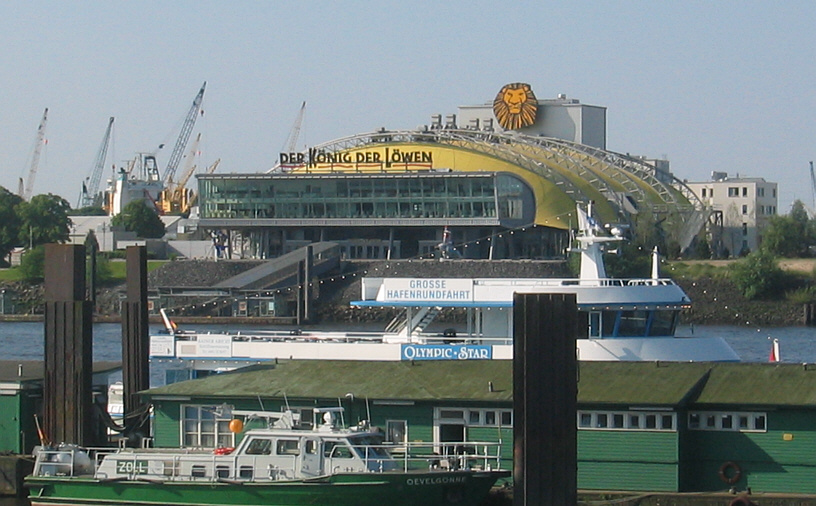
Hamburg: Lion King Theatre

Després de l'èxit de l'espectacle de Broadway, The Lion King va ser produït al Regne Unit el 1999 per Harrison Lochtenberg, i segueix representant-se al Lyceum Theatre de Londres. Taymor encapçalà la producció britànica del show, amb Melissa De Melo com a productora. Recentment la producció de Londres celebrà el seu desè aniversari al West End.
Entre 1999 i 2004 es realitzà a Toronto una producció canadenca.
A Los Angeles la producció començà el 29 de setembre del 2000, amb l'estrena oficial el 19 d'octubre. El show tancà el 12 de gener del 2003, després de 952 funcions.
S'estrenà al Teatre Capitol de Sydney, Austràlia entre el 16 d'octubre del 2003 i el 26 de juny del 2005. A continuació es representà entre el 28 de juliol del 2005 i el 4 de juny del 2006 al Regent Theatre de Melbourne.
El musical va tenir una versió coreana, que es representà al Charlotte Theater de Seül entre el 28 d'octubre del 2006 i fins al 28 d'octubre del 2007.
La producció neerlandesa es realitzà al Circus Theatre entre el 2004 i el 27 d'agost del 2006.
Començant el juny del 2007, The Lion King debutà a l'Àfrica a Johannesburg, Sud-àfrica. El seu desè aniversari va celebrar-se al Teatro Theatre a Monte Casino a Fourways. Tancà el 17 de febrer de 2008.
S'estrenà a París el 27 de setembre del 2007 al Théâtre Mogador.
Actualment hi ha una producció en gira pels Estats Units (han arribat a haver dues produccions simultànies en gira pels Estats Units). La versió de gira és molt semblant a la producció original de Broadway; però certs elements de l'escenografia (com la Roca de l'Orgull o l'estampida) han estat reduïts a una configuració més barata.
L'agost del 2008 s'estrenà la producció de Taipei, Taiwan, tancant el 4 d'agost del 2009.
El musical va estrenar-se a Mèxic DF, tot i que en anglès, representant-se entre el 3 i el 27 de gener del 2008.
La producció de Las Vegas s'estrenà al Mandalay Bay el 15 de maig del 2009.
El 20 d'octubre del 2011 s'estrenà la primera producció en castellà, al Teatro Lope de Vega de Madrid, en una producció de Stage Entertainment.

## Sinopsi

### I Acte
A mesura que el sol s'aixeca, Rafiki el mandril crida els animals perquè vagin a la Roca del Rei. Saluda al rei Mufasa i a la reina Sarabi abans de presentar el seu cadell als animals ("Circle of Life"). Per un altre costat, Scar, germà de Mufasa, es lamenta d'haver perdut la seva oportunitat de ser rei. De retorn al seu baobab, Rafiki pinta una imatge del cadell i demana als esperits per conjurar el nom del nou príncep, Simba.
El temps passa, i Simba es converteix en un jove i alegre cadell ("Grasslands Chant"). Mufasa li mostra a Simba les terres del regne des del capdamunt de la roca i li explica que tot existeix en un delicat equilibri conegut com el Cercle de la Vida. Mufasa adverteix a Simba que no traspassi les terres del regne, senyalant-li una terra fosca a la distància. Zazu, un calao que actua com a assessor de Mufasa, arriba i li dona el seu informe diari sobre l'estat dels afers als dominis del regne ("The Morning Report", ara eliminada de la producció de Broadway).
Simba va a trobar el seu oncle Scar. El lleó desperta la curiositat del cadell en mencionar el cementiri dels elefants, on li està prohibit d'anar. Mentrestant, les lleones cacen ("The Lioness Hunt"). Simba arriba i demana a la seva millor amiga, una cadella anomenada Nala, si el vol acompanyar al cementiri dels elefants. Menteix a les lleones sobre on van, i Sarafina (la mare de Nala) i Sarabi permeten anar als nens, però si són acompanyats per Zazu. Simba i Nala ideen un pla per aconseguir despistar a Zazu, mentre que Simba es vanta sobre la seva futura posició ("I Just Can't Wait to Be King").
Els cadells arriben al cementiri i comencen a explorar. Zazu aconsegueix trobar-los, però s'enfronta a tres hienes: Shenzi, Banzai i Ed. Les hienes volen devorar els intrusos i presumeixen de la seva troballa ("Chow Down"). Però Mufasa arriba, rescata els cadells i espanta les hienes.
Mufasa està decebut i enfadat per la desobediència de Simba, i li explica la diferència entre valentia i bravura. Mufasa parla a Simba sobre els grans reis del passat i com ho veuen tot des dels estels ("They Live in You"). Mufasa diu que sempre estarà al costat del seu fill. Després analitza el comportament de Simba amb Zazu, que recorda a Mufasa que ell mateix tenia la mateixa tendència a ficar-se en problemes quan tenia l'edat de Simba.
De tornada al cementiri d'elefants, Scar diu a les hienes que té un pla per matar a Mufasa i a Simba i així ell seria rei. Forma un exèrcit de hienes, prometent-les que mai no tornaran a passar gana si el recolzen ("Be Prepared"). Scar pren Simba cap a una gorja i li diu que esperi allà. Després d'un senyal de Scar, les hienes fan que hi hagi una estampida de nyus ("The Stampede"). Scar adverteix a Mufasa que Simba ha quedat atrapat a la gorja, i Mufasa es fica enmig de l'estampida i aconsegueix salvar el seu fill, però quan intenta escapar, Scar assassina a Mufasa fent-lo caure al precipici enmig de l'estampida. Scar convenç a Simba que Mufasa ha mort per culta seva i li diu que fugi de seguida; però mentre que aquest fugi, Scar ordena a les hienes que el matin. Simba escapa, però les hienes diuen a Scar que és mort. Rafiki i les lleones ploren les morts dels dos lleons ("Rafiki Mourns"). Scar arriba i reclama el tron i permet que les hienes visquin al regne al costat de les lleones ("Be Prepared (Reprise)"). SRafiki torna al seu arbre i esborra el dibuix de Simba, mentre que Sarabi i Nala quietly grieve.
Al desert, Simba es desploma d'esgotament per la calor. Els voltors comencen a encerclar-lo, però s'espanten per l'arribada del suricata Timon i el senglar Pumba. Simba se sent responsable de la mort de Mufasa, però el duo pren el cadell cap a la seva llar a la jungla i li mostren la seva manera de viure despreocupada i la seva dieta d'insectes ("Hakuna Matata"). Simba creix fins a fer-se un adult a la selva.

### II Acte
El cor, vestit amb robes acolorides i ornat amb titelles i cometes d'ocells, comencen el Segon Acte ("One by One"). Mentre que la cançó acaba, però, els ocells bonics són substituïts pels voltors i els animals per esquelets de gaceles. Sota el regnat de Scar, el Cercle de la Vida ha quedat desequilibrat i la sequera ha afectat les terres del regne. Zazu, ara presoner de Scar, escolta els problemes del rei. Les hienes es queixen per la mancança de menjar, però Scar només està preocupat per si mateix i perquè no és estimat. Té visions de Mufasa, i ràpidament canvia entre la confiança i la desesperació delirant paranoica ("The Madness of King Scar"). Nala arriba per fer front a la fam i Scar decideix que serà la seva reina i li donarà cadells. Nala ferotgement es nega i decideix abandonar les terres del regne a la recerca d'ajut. Rafiki i les lleones la beneeixen pel seu viatge ("Shadowland").
De nou a la seva, Timon i Pumba volen dormir, però Simba, inquiet, no pot. Molest, Simba els deixa, però Timon i Pumba el segueixen. Simba salta sobre un riu on l'aigua baixa molt de pressa, i desafia a Timon a fer-ho. Timon cau i és arrossegat aigües avall. S'agafa a una branca al costat d'una cascada i demana ajut a Simba, però aquest queda paralitzat pel record de la mort de Mufasa. Timon cau de la branca i Simba surt de cop i volta del record, rescatant el seu amic. Simba està avergonyit que Simon ha estat gairebé a punt de morir a causa de la seva imprudència.
Els tres amics s'estiren per dormir i parlen sobre els estels. Simba recorda les paraules de Mufasa, però els seus amics riuen davant la idea que siguin els reis morts mirant-los. Simba marxa, expressant la seva soledat i amargor recordant la promesa de Mufasa que estaria allà ("Endless Night"). Rafiki escolta la cançó al vent, i s'alegra en adonar-se que en Simba segueix viu, i dibuixa una cabellera sobre el seu dibuix d'en Simba.
A la selva, Pumba és perseguit per una lleona. Simba s'enfronta a ella i salva al seu amic, però reconeix a la lleona, que resulta ser Nala. Ella se sorprèn de descobrir a Simba viu, sabent que és el rei legítim. Timon i Pumba estan confosos, però Simba els demana que el deixin sol amb Nala. Timon s'adona del que està passant i es lamenta pel final de l'estil de vida Hakuna Matata per a Simba ("Can You Feel the Love Tonight"). Nala explica a Simba com el territori reial està devastat, però Simba encara se sent responsable de la mort de Mufasa i es nega a tornar.
Per un altre costat, Simba es troba amb Rafiki, que li explica que el seu pare segueix viu ("He Lives in You"). L'esperit de Mufasa apareix al cel i diu a Simba que és l'únic rei i que ha d'ocupar el seu lloc al Cercle de la Vida. Simba troba el seu valor i es dirigeix cap a casa. Mentrestant, Nala desperta a Timon i Pumba per preguntar-los on està Simba, i Rafiki arriba per fer-los saber les notícies. Els tres van amb ell cap a les terres del regne, on són testimonis de la ruïna. Timon i Pumba distreuen algunes hienes ballant, permetent a Simba i Nala arribar fins a la Roca del Rei.
Scar crida a Sarabi i exigeix saber per què les lleones no estan caçant. Sarabi li respon que no hi ha res per caçar, i el compara amb Mufasa, provocant que Scar la colpegi. Enrabiat, Simba es descobreix. Scar força una confessió d'assassinat per part de Simba i l'arracona. Creient que ha guanyat, Scar es burla de Simba admetent que ell va matar Mufasa. Furiós, Simba es recupera i obliga a Scar a fer pública la veritat a les lleones ("Simba Confronts Scar"). Els amics de Simba lluiten amb les hienes, mentre que Simba s'enfronta amb Scar al capdamunt de la roca. Scar demana per la seva vida, culpant a les hienes de tot. Simba el deixa marxar, però Scar torna a atacar. Simba bloqueja l'atac i Scar cau de la pedra. Les hienes, que han escoltat la traïció de Scar i que encara estan famolenques, el devoren.
Amb la batalla guanyada, els amics de Simba avancen i reconeixen a Simba com el rei legítim. Simba puja a la Roca del Rei i rugeix per tot el regne ("King of Pride Rock"). Les Terres del Regne es recuperen i els animals es reuneixen en celebració quan Rafiki presenta el cadell acabat de néixer de Simba i Nala, continuant el Cercle de la Vida ("Circle of Life (Reprise)").

## Cançons
| Títol                        | Escrita per                       | Interpretada per                      | Sample |
| ---------------------------- | --------------------------------- | ------------------------------------- | ------ |
| Circle of Life               | Elton John i Tim Rice             | Rafiki i Cor                          |        |
| Grasslands Chant             | Lebo M                            | Ensemble                              |        |
| The Morning Report*          | Elton John i Tim Rice             | Zazu, Simba Jove i Mufasa             |        |
| The Lioness Hunt             | Lebo M                            | Ensemble                              |        |
| I Just Can't Wait to Be King | Elton John i Tim Rice             | Simba Jove, Nala Jove, Zazu i Cor     |        |
| Chow Down                    | Elton John i Tim Rice             | Shenzi, Banzai i Ed                   |        |
| They Live in You             | Mark Mancina, Jay Rifkin i Lebo M | Mufasa i Cor                          |        |
| Be Prepared                  | Elton John i Tim Rice             | Scar, Shenzi, Banzai, Ed i Cor        |        |
| The Stampede/Rafiki Mourns   | Hans Zimmer i Lebo M              | Cor i Rafiki                          |        |
| Hakuna Matata                | Elton John i Tim Rice             | Timon, Pumba, Simba Jove, Simba i Cor |        |

| Títol                                       | Escrita per                                    | Interpretada per                              | Sample |
| ------------------------------------------- | ---------------------------------------------- | --------------------------------------------- | ------ |
| One by One                                  | Lebo M                                         | Cor                                           |        |
| The Madness of King Scar                    | Elton John i Tim Rice                          | Scar, Zazu, Banzai, Shenzi, Ed i Nala         |        |
| Shadowland                                  | Hans Zimmer, Lebo M i Mark Mancina             | Nala, Rafiki i Cor                            |        |
| Endless Night                               | Julie Taymor, Lebo M, Hans Zimmer i Jay Rifkin | Simba i Cor                                   |        |
| Can You Feel the Love Tonight               | Elton John i Tim Rice                          | Timon, Pumba, Simba, Nala i Cor               |        |
| He Lives in You (Reprise)                   | Mark Mancina, Jay Rifkin i Lebo M              | Rafiki, Simba i Cor                           |        |
| Simba Confronts Scar                        | Mark Mancina i Robert Elhai                    | Instrumental                                  |        |
| King of Pride Rock/Circle of Life (Reprise) | Hans Zimmer i Lebo M/Elton John i Tim Rice     | Rafiki, Simba, Nala, Pumba, Timon, Zazu i Cor |        |

* Eliminada del show el 27 de juny del 2010 

## Adaptació musical
El musical incorpora diversos canvis i afegits al guió en comparació a la pel·lícula. El gènere del mandril Rafiki passà a ser una dona, car Taymor cregué que no hi havia dones protagonistes a la pel·lícula.

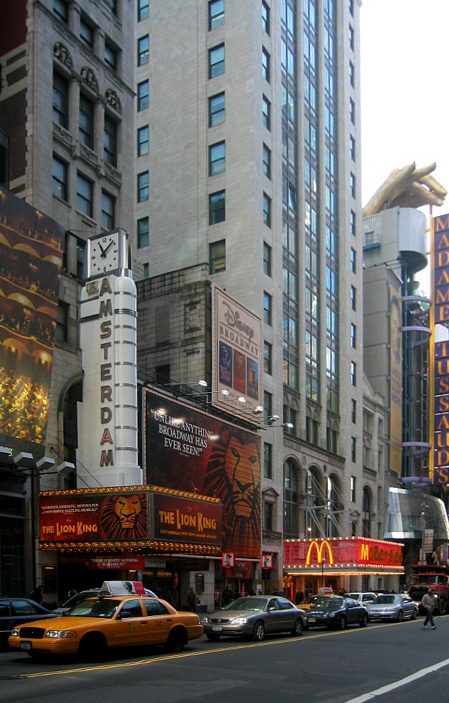
The Lion King a Broadway. Inicialment representat al New Amsterdam Theater (a la imatge), ara es representa al teatre Minskoff.

Es crearen diverses escenes noves, incloent una conversa entre Mufasa i Zazu sobre Mufasa i una perillosa escena en que Timon es troba caient en una cascada mentre que Simba no es veu capaç d'ajudar-lo. S'afegí una narrativa en la descripció de la partida de Nala en l'escena "The Madness of King Scar", on Scar, cada cop més deteriorat mentalment, intenta aparellar-se amb Nala. Nala es nega i anuncia la seva intenció de marxar i trobar ajut. Rep les benediccions de les lleones i de Rafiki durant la nova cançó, "Shadowland."

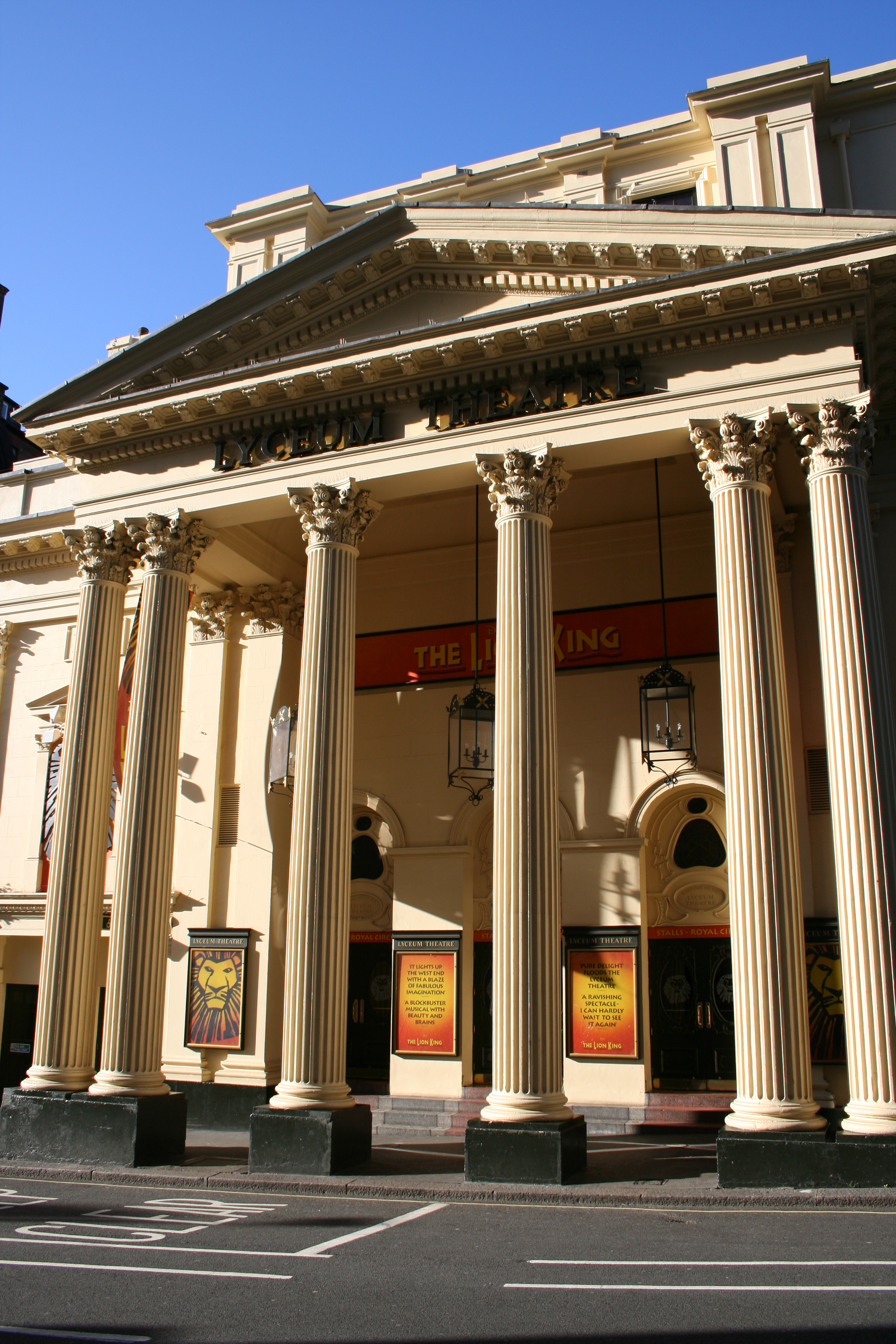
The Lion King al West End

Com la seva predecessora, el musical Beauty and the Beast, afegeix més cançons a la seva producció teatral, incloent Morning Report, cantada per Zazú (i inclosa a l'edició de DVD Platimum); "Shadowland", cantada al CD Rhythm of the Pride Lands amb lletres en zulú, i adaptada al musical amb lletres en anglès. És cantada per Nala i Rafiki. "Endless Night", també de Rhythm of the Pride Lands, amb lletres en swahili com "Lala" és cantada per Simba mentre que reflexiona sobre la promesa de Mufasa que sempre estaria allà. "One By One", també de Rhythm of the Pride Lands va ser també adaptada.
Molts dels animals que apareixen a la producció són actors amb vestuari que fan servir eines extra per moure els seus vestits: per exemple, les girafes són interpretades per actors caminant amb xanques. Pels personatges principals com Mufasa i Scar, els vestits inclouen peces mecàniques al cap que poden pujar i baixar per fer la il·lusió de dos gats atacant-se l'una a l'altre. D'altres personatges, com les hienes, Zazu, Timon, i Pumbaa, són interpretats per actors amb vestits o titelles de mida natural. El personatge de Timon és descrit per Taymor com un dels papers més durs a causa del moviment del cap del titella i els braços instal·lats sobre el cap, esquena i coll dels actors
El compositor Lebo M encapçalà els cors originals de Broadway. Els membres del cor habitualment són visibles a la producció, en lloc d'estar ocults a les ombres com es veuen en altres espectacles musicals.
Una nova secció de la producció, la Cacera de les Lleones, presenta una seqüència de ball particularment complicada per les actrius, i el ball és encara més difícil a causa dels grans caps de lleona que porten a manera de barret durant l'escena.
Durant l'estada del show a la Xina, es van incloure elements xinesos al musical. Una de les cançons va ser adaptada per una popular cançó pop xinesa, "Laoshu ai dami" o "Mice Love Rice". El repartiment també intercanviava bromes i diàlegs amb el públic.
El 27 de juny de 2010 es retallaren 9 minuts de la versió de Broadway, entre elles tot el número "Morning Report". La cançó també s'eliminà de les produccions i dels enregistraments posteriors, com la de la versió en castellà.

## Repartiments originals
| Paper      | Actor Broadway       | Actor West End                                         | Actor Madrid |
| ---------- | -------------------- | ------------------------------------------------------ | --- |
| Simba      | Jason Raize          | Roger Wright                                           | Carlos Rivera |
| Simba Jove | Scott Irby-Ranniar   | Luke Youngblood                                        | Gaby del Castillo, Santi Díaz, David García, Rubés Borges Filolla, Adrián Martinez Hernández, Kiros Juan Pereira. |
| Scar       | John Vickery         | Rob Edwards                                            | Sergi Albert |
| Mufasa     | Samuel E. Wright     | Cornell John                                           | David Comrie |
| Nala       | Heather Headley      | Paulette Ivory                                         | Daniela Pobega |
| Nala Jove  | Kajuana Shuford      | Pippa Bennett-Warner/Nathalie Emmanuel/Dominique Moore | Aroa Casia Castro, Yamileth Cayetano Sam, Sandra Melero Filolla, Manuela Berg Cardona, Kenya Casia Castro.        |
| Rafiki     | Tsidii Le Loka       | Josette Bushell-Mingo                                  | Phindile Mkhize                                                                                                   |
| Timon      | Max Casella          | Simon Gregor                                           | David Ávila |
| Pumbaa     | Tom Alan Robbins     | Martyn Ellis                                           | Albert Gracia |
| Zazu       | Geoff Hoyle          | Gregory Gudgeon                                        | Esteban Oliver |
| Sarabi     | Gina Breedlove       | Dawn Michael                                           | |
| Shenzi     | Tracy Nicole Chapman | Stephanie Charles                                      | Damaris Martínez                                                                                                  |
| Banzai     | Paul J. Medford      | Jorge Ahijado                                          | |
| Ed         | Kevin Cahoon         | Christopher Holt                                       | Alejandro de los Santos                                                                                           |

## Premis i nominacions

### Producció original de Broadway
| Any  | Premi                                    | Categoria                                         | nominat                                                                            | Resultat   |
| ---- | ---------------------------------------- | ------------------------------------------------- | ---------------------------------------------------------------------------------- | ---------- |
| 1998 | Premi Drama Desk                         | Musical Més Destacat                              | Musical Més Destacat                                                               | nominat    |
| 1998 | Premi Drama Desk                         | Actor de Repartiment Més Destacat en un Musical   | Max Casella                                                                        | nominat    |
| 1998 | Premi Drama Desk                         | Actor de Repartiment Més Destacat en un Musical   | Geoff Hoyle                                                                        | nominat    |
| 1998 | Premi Drama Desk                         | Actriu de Repartiment Més Destacada en un Musical | Tsidii Le Loka                                                                     | GUANYADORA |
| 1998 | Premi Drama Desk                         | Director Més Destacat                             | Julie Taymor                                                                       | GUANYADOR  |
| 1998 | Premi Drama Desk                         | Coreografia Més Destacada                         | Garth Fagan                                                                        | GUANYADOR  |
| 1998 | Premi Drama Desk                         | Orquestracions Més Destacades                     | Robert Elhai, David Metzger i Bruce Fowler                                         | nominat    |
| 1998 | Premi Drama Desk                         | Escenografia Més Destacada                        | Richard Hudson                                                                     | GUANYADOR  |
| 1998 | Premi Drama Desk                         | Vestuari Més Destacat                             | Julie Taymor                                                                       | GUANYADORA |
| 1998 | Premi Drama Desk                         | Il·luminació Més Destacada                        | Donald Holder                                                                      | GUANYADOR  |
| 1998 | Premi Drama Desk                         | So Més Destacat                                   | Tony Meola                                                                         | GUANYADOR  |
| 1998 | Premi Drama Desk                         | Disseny de Titelles Més Destacat                  | Julie Taymor i Michael Curry                                                       | GUANYADOR  |
| 1998 | Premi Theatre World                      | Premi Theatre World                               | Max Casella                                                                        | GUANYADOR  |
| 1998 | Premi Tony                               | Millor Musical                                    | Millor Musical                                                                     | GUANYADOR  |
| 1998 | Premi Tony                               | Millor Llibret de Musical                         | Roger Allers i Irene Mecchi                                                        | nominat    |
| 1998 | Premi Tony                               | Millor Banda Sonora                               | Elton John, Tim Rice, Hans Zimmer, Lebo M, Mark Mancina, Jay Rifkin i Julie Taymor | nominat    |
| 1998 | Premi Tony                               | Millor Actor de Repartiment de Musical            | Samuel E. Wright                                                                   | nominat    |
| 1998 | Premi Tony                               | Millor Actriu de Repartiment de Musical           | Tsidii Le Loka                                                                     | nominada   |
| 1998 | Premi Tony                               | Millor Direcció de Musical                        | Julie Taymor                                                                       | GUANYADOR  |
| 1998 | Premi Tony                               | Millor Coreografia                                | Garth Fagan                                                                        | GUANYADOR  |
| 1998 | Premi Tony                               | Millors orquestracions                            | Robert Elhai, David Metzger i Bruce Fowler                                         | nominat    |
| 1998 | Premi Tony                               | Millor escenografia                               | Richard Hudson                                                                     | GUANYADOR  |
| 1998 | Premi Tony                               | Millor Vestuari                                   | Julie Taymor i Michael Curry                                                       | GUANYADORS |
| 1998 | Premi Tony                               | Millor Il·luminació                               | Donald Holder                                                                      | GUANYADOR  |
| 1998 | Premi del New York Drama Critics' Circle | Millor Musical                                    | Millor Musical                                                                     | GUANYADOR  |
| 1999 | Premis Grammy                            | Millor àlbum de teatre musical                    | Millor àlbum de teatre musical                                                     | Guanyador  |